# Liste de villes des Pays-Bas

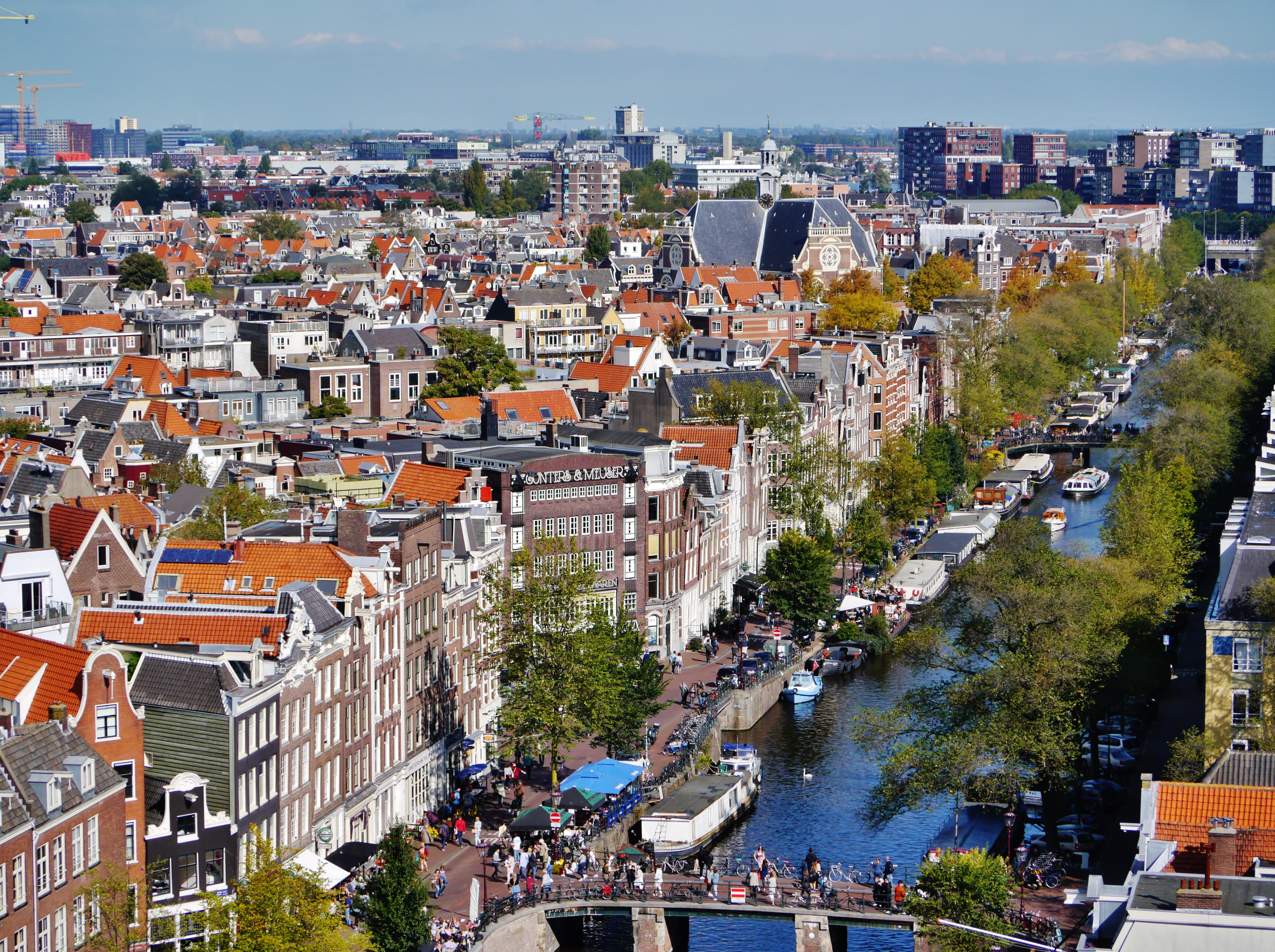
Amsterdam.

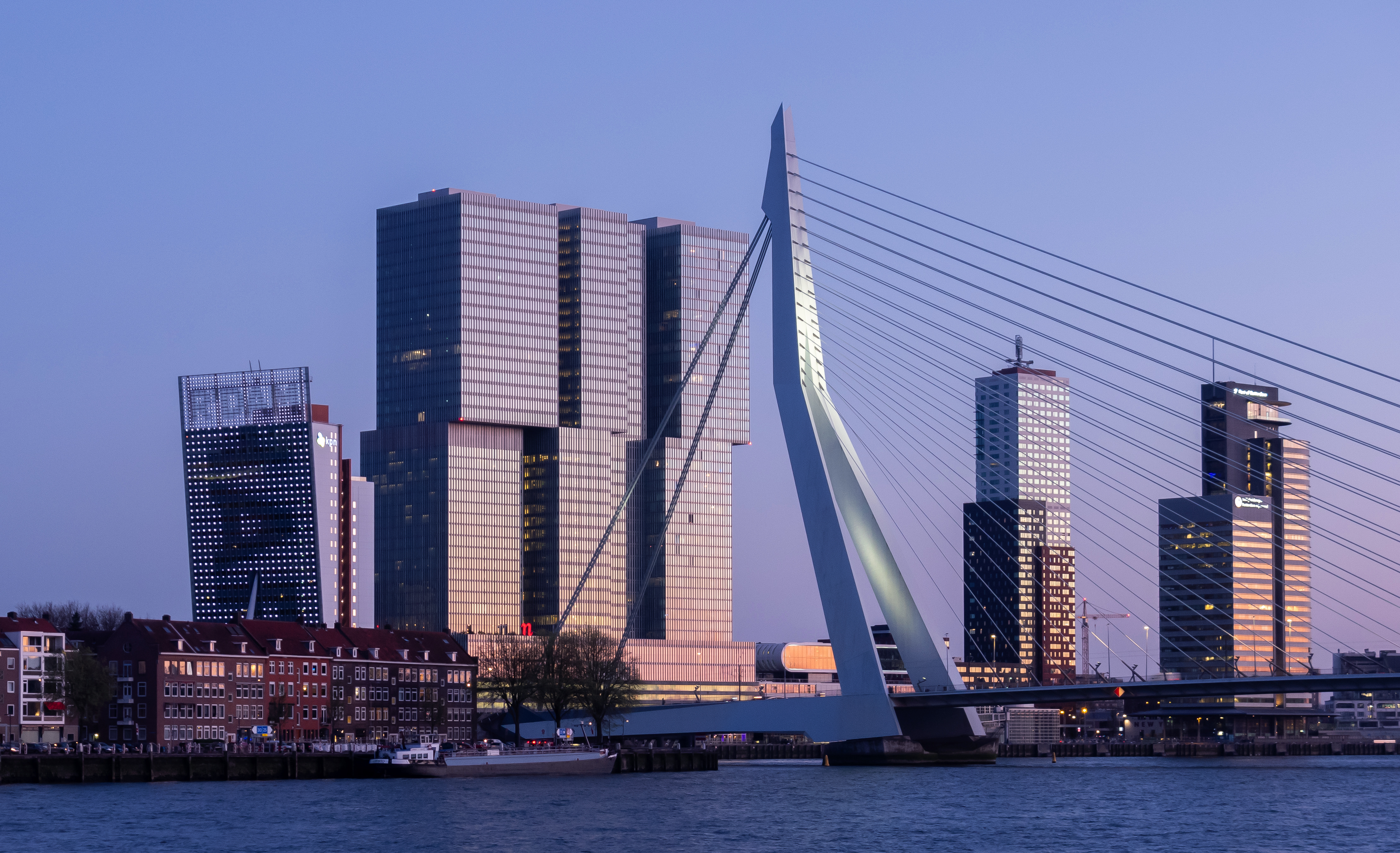
Rotterdam.

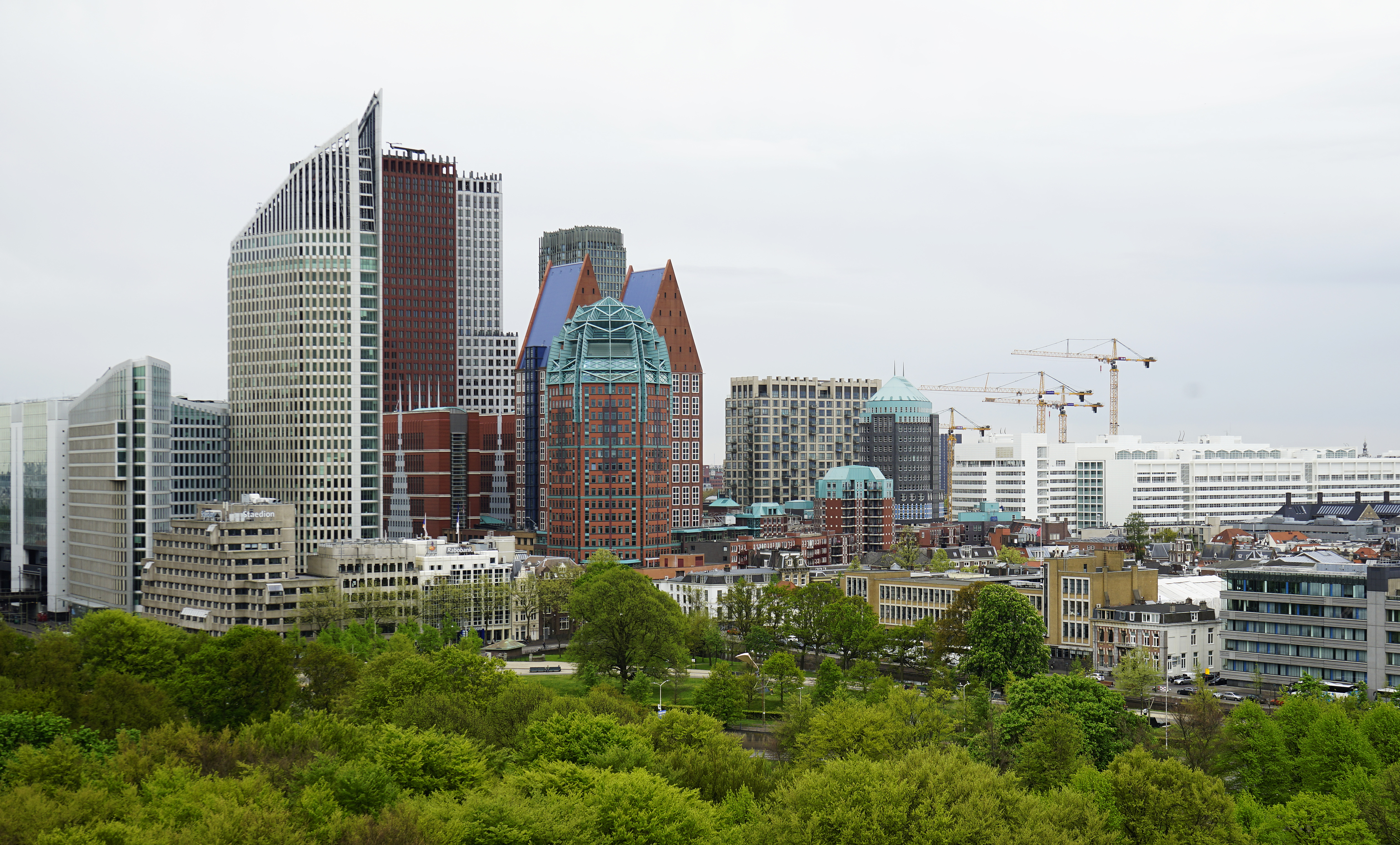
La Haye.

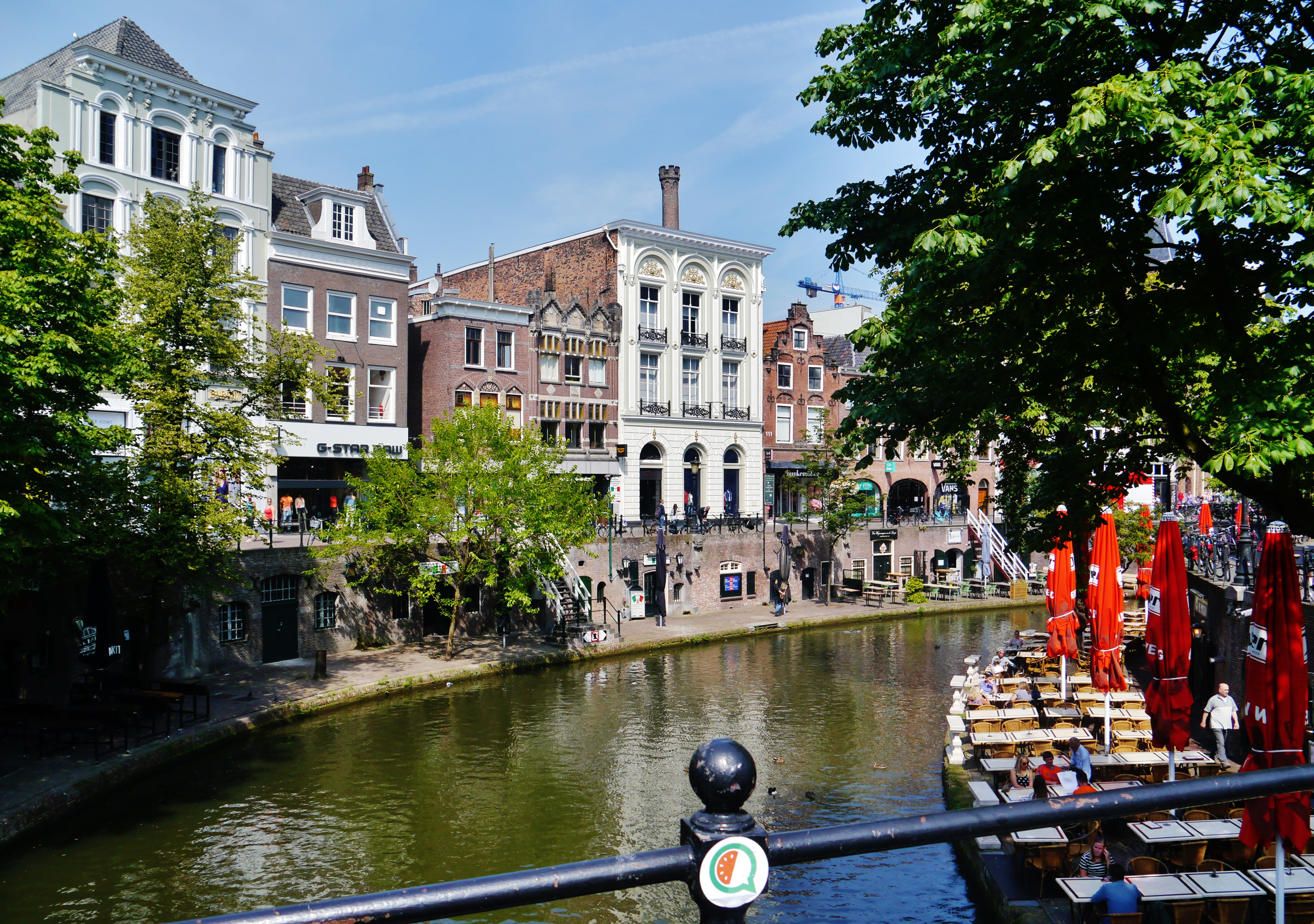
Utrecht.

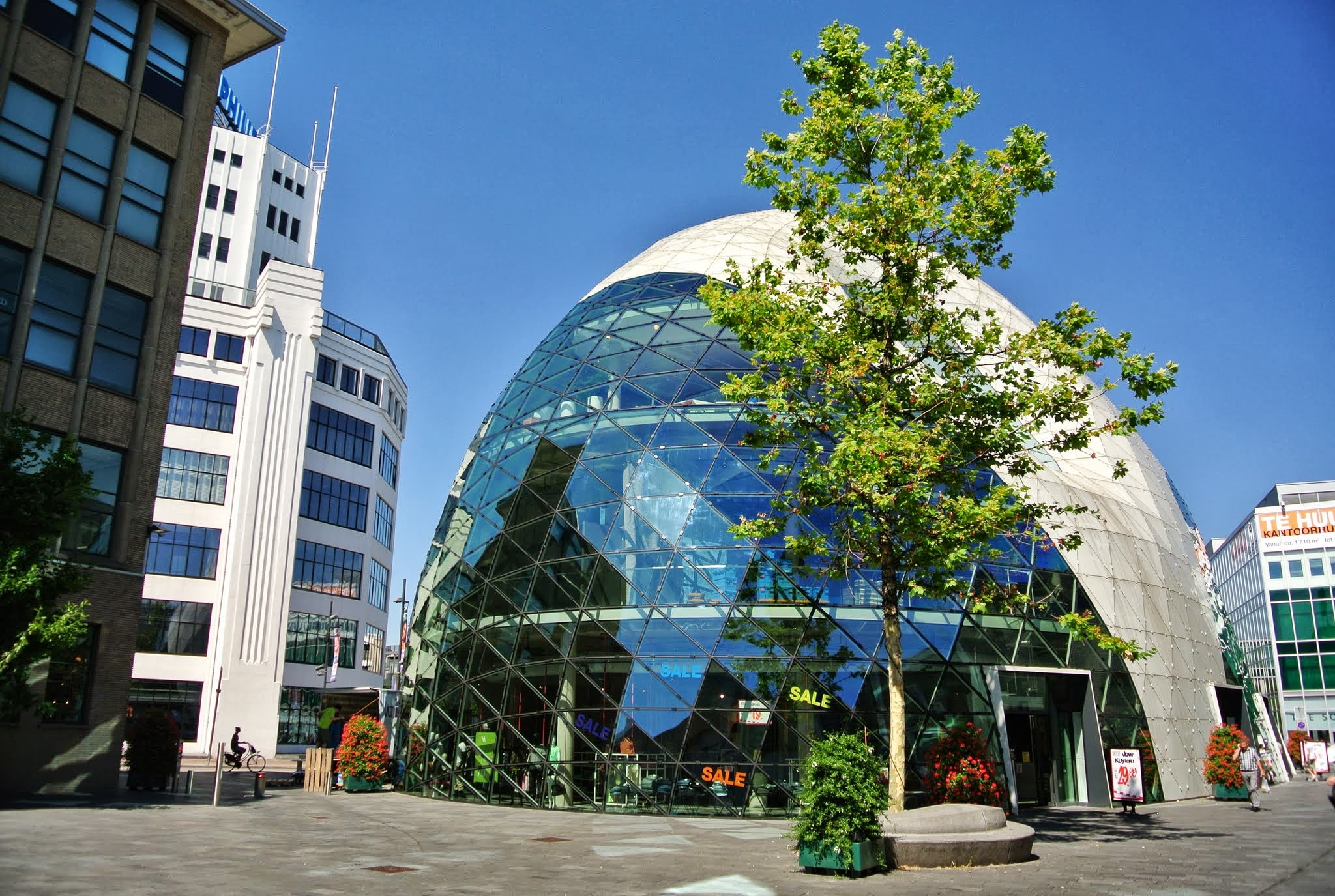
Eindhoven.

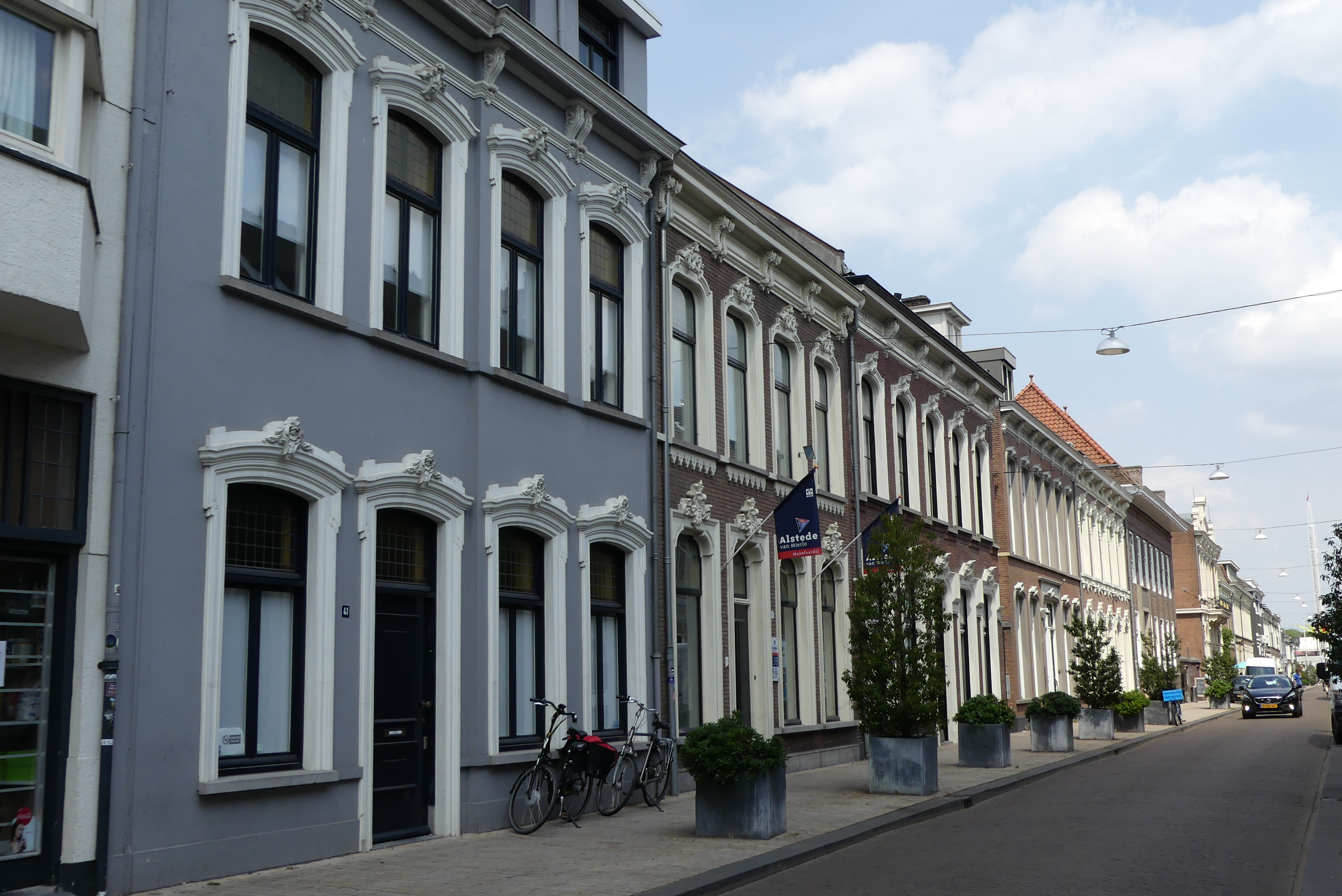
Tilbourg.

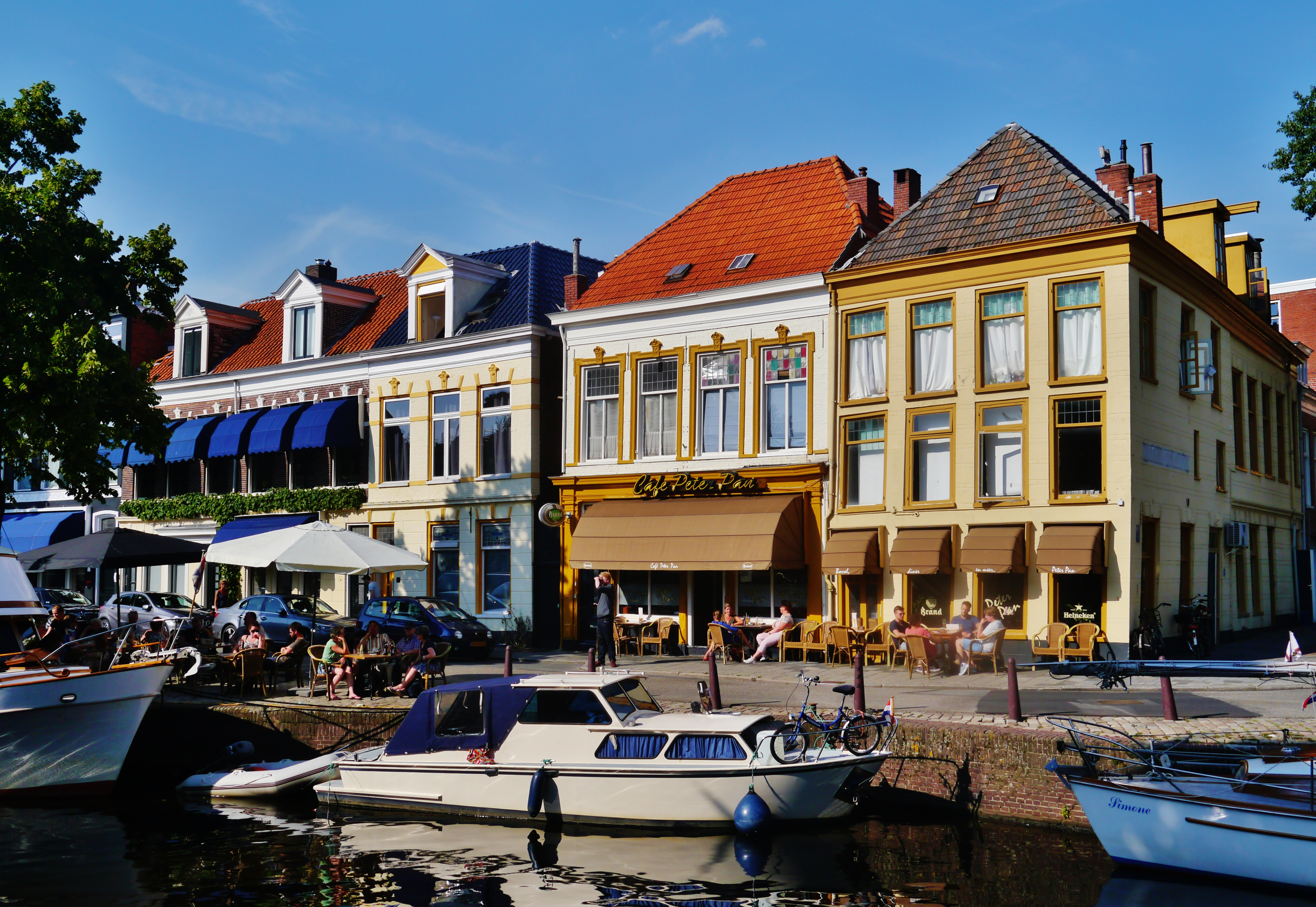
Groningue.

Cet article dresse deux listes : une première inventorie les communes des Pays-Bas les plus peuplées selon les données de 2024, dont le nombre d'habitants dépasse les 100 000, tandis qu'une seconde compte les plus grandes villes dont le nombre d'habitants dépasse les 100 000 (données de 2014), tout en excluant les villages alentour faisant partie de la commune homonyme.

## Liste des communes
| n° | Ville              | Province                | Habitants (2024) |
| -- | ------------------ | ----------------------- | ---------------- |
| 1  | Amsterdam          | Hollande-Septentrionale | 934 526          |
| 2  | Rotterdam          | Hollande-Méridionale    | 672 960          |
| 3  | La Haye            | Hollande-Méridionale    | 568 945          |
| 4  | Utrecht            | Utrecht                 | 376 757          |
| 5  | Eindhoven          | Brabant-Septentrional   | 249 035          |
| 6  | Groningue          | Groningue               | 244 441          |
| 7  | Tilbourg           | Brabant-Septentrional   | 230 357          |
| 8  | Almere             | Flevoland               | 229 574          |
| 9  | Nimègue            | Gueldre                 | 189 007          |
| 10 | Bréda              | Brabant-Septentrional   | 188 779          |
| 11 | Arnhem             | Gueldre                 | 169 364          |
| 12 | Haarlem            | Hollande-Septentrionale | 168 743          |
| 13 | Apeldoorn          | Gueldre                 | 168 551          |
| 14 | Haarlemmermeer     | Hollande-Septentrionale | 165 255          |
| 15 | Amersfoort         | Utrecht                 | 163 298          |
| 16 | Zaanstad           | Hollande-Septentrionale | 162 828          |
| 17 | Enschede           | Overijssel              | 162 317          |
| 18 | Bois-le-Duc        | Brabant-Septentrional   | 161 530          |
| 19 | Zwolle             | Overijssel              | 133 810          |
| 20 | Leyde              | Hollande-Méridionale    | 130 638          |
| 21 | Leeuwarden         | Frise                   | 129 973          |
| 22 | Zoetermeer         | Hollande-Méridionale    | 129 862          |
| 23 | Maastricht         | Limbourg                | 125 563          |
| 24 | Ede                | Gueldre                 | 124 214          |
| 25 | Dordrecht          | Hollande-Méridionale    | 122 796          |
| 26 | Westland           | Hollande-Méridionale    | 116 916          |
| 27 | Alphen-sur-le-Rhin | Hollande-Méridionale    | 115 773          |
| 28 | Alkmaar            | Hollande-Septentrionale | 112 896          |
| 29 | Delft              | Hollande-Méridionale    | 110 173          |
| 30 | Emmen              | Drenthe                 | 109 678          |
| 31 | Deventer           | Overijssel              | 104 301          |
| 32 | Venlo              | Limbourg                | 103 984          |

## Liste des villes
| n° | Ville       | Province                | Habitants (2014) |
| -- | ----------- | ----------------------- | ---------------- |
| 1  | Amsterdam   | Hollande-Septentrionale | 743 000          |
| 2  | Rotterdam   | Hollande-Méridionale    | 533 900          |
| 3  | La Haye     | Hollande-Méridionale    | 475 630          |
| 4  | Utrecht     | Utrecht                 | 258 520          |
| 5  | Eindhoven   | Brabant-Septentrional   | 219 170          |
| 6  | Almere      | Flevoland               | 185 827          |
| 7  | Tilbourg    | Brabant-Septentrional   | 183 000          |
| 8  | Groningue   | Groningue               | 165 610          |
| 9  | Nimègue     | Gueldre                 | 150 230          |
| 10 | Haarlem     | Hollande-Septentrionale | 147 020          |
| 11 | Arnhem      | Gueldre                 | 140 430          |
| 12 | Bréda       | Brabant-Septentrional   | 138 650          |
| 13 | Apeldoorn   | Gueldre                 | 136 030          |
| 14 | Enschede    | Overijssel              | 130 960          |
| 15 | Amersfoort  | Utrecht                 | 124 550          |
| 16 | Zoetermeer  | Hollande-Méridionale    | 119 500          |
| 17 | Dordrecht   | Hollande-Méridionale    | 118 070          |
| 18 | Leyde       | Hollande-Méridionale    | 116 000          |
| 19 | Maastricht  | Limbourg                | 115 440          |
| 20 | Zwolle      | Overijssel              | 110 660          |
| 21 | Bois-le-Duc | Brabant-Septentrional   | 101 510          |

## Source et notes
1. ↑  Statistiques du CBS en date de décembre 2024.
2. ↑  Source : Kerncijfers wijken en buurten du CBS; en date du 1er janvier 2009. Les chiffres sont arrondis à la dizaine la plus proche.
3. ↑  excl. Driemond et les aires rurales d'Amsterdam-Noord.
4. ↑  excl. Hoek van Holland, Hoogvliet et Pernis
5. ↑  excl. Vleuten, De Meern et Haarzuilens
6. ↑  excl. Berkel-Enschot, Udenhout
7. ↑  excl. Engelbert, Hoogkerk, Middelbert et Noorderhoogebrug
8. ↑  excl. Lent et Oosterhout
9. ↑  excl. Schaarsbergen
10. ↑  excl. Bavel, Effen, Prinsenbeek, Teteringen et Ulvenhout
11. ↑  excl. Beekbergen, Hoenderloo, Hoog Soeren, Klarenbeek, Lieren, Loenen, Uddel et Ugchelen
12. ↑  excl. Boekelo, Glanerbrug, Lonneker et Usselo
13. ↑  excl. Hoogland et Hooglanderveen
14. ↑  excl. Borgharen et Itteren
15. ↑  excl. Brinkhoek, Haerst, Herfte, Langenholte, Wijthmen et Windesheim
16. ↑  excl. Bokhoven, Empel, Engelen, Kruisstraat, Maliskamp et Rosmalen